# Walter Meeuws
Walter Meeuws (Gierle, 11 juli 1951) is een Belgische voetbaltrainer en gewezen voetballer.
Meeuws was een centrale verdediger die in de jaren 70 en 80 tot de top in België behoorde. Hij brak door bij Beerschot VAC en voetbalde nadien voor zowel Club Brugge als Standard Luik. Met beide topclubs won hij de landstitel. Hij maakte ook deel uit van de nationale ploeg die in 1980 de finale van het Europees kampioenschap bereikte. Na een kort avontuur bij Ajax sloot Meeuws zijn carrière af bij KV Mechelen.
Als trainer schopte de mondige Meeuws het al snel tot bondscoach, maar dat draaide mede door een conflict met de pers uit op een voortijdig ontslag ondanks plaatsing voor het WK in Italië. In 1993 loodste hij Antwerp FC naar de finale van de Europacup II. Nadien was hij in België nog actief bij onder meer Lierse SK, KV Mechelen en AA Gent. Na het jaar 2000 trok Meeuws naar het buitenland en trainde hij clubs als Gençlerbirliği SK, Al-Jazira, Raja Casablanca, FAR Rabat en Wadi Degla.
Als trainer won hij 3 nationale bekers met 3 verschillende ploegen ( Antwerp, Lierse en Far Rabat ), de Supercup met Lierse en haalde de finale van de Europacup II op Wembley met Antwerp en de finale van de Afrikaanse Champions league met Raja Casablanca.

## Carrière

### Racing Mechelen
In mei 1970 ruilde Walter Meeuws het bescheiden VC Gierle in voor tweedeklasser Racing Mechelen. De 19-jarige spits werd er meteen een titularis. De club bereikte in zijn eerste seizoen de kwartfinale van de beker en eindigde als derde in de competitie. Meeuws leek toen al rijp voor een stap hogerop. In zijn tweede seizoen deed den Racing nog beter in de beker. Het schakelde streekgenoot Beerschot uit na een hattrick van Meeuws. Racing Mechelen stootte uiteindelijk door tot in de halve finale.

### Beerschot
In het bekerduel tussen Racing Mechelen en Beerschot had Meeuws zich in de schijnwerpers gevoetbald. In de zomer van 1972 trok de net geen 21-jarige aanvaller naar Beerschot, waar hij een ploegmaat werd van onder meer Jos Heyligen, Arto Tolsa en Guido Nicolaes. In zijn eerste seizoen veroverde hij met Beerschot meteen een Europees ticket. De club werd een jaar later echter al in de eerste ronde van de UEFA Cup uitgeschakeld door het Portugese Vitória Setúbal. Voor Meeuws verliep de overstap naar het hoogste niveau niet van een leien dakje. Pas met de komst van trainer en clubicoon Rik Coppens in 1974 vond Meeuws zijn draai. Coppens vormde hem om tot een centrale verdediger. Door zijn lengte en verleden als aanvaller groeide Meeuws uit tot een uitstekende voorstopper. Hij werd een titularis bij Beerschot en werd in 1977 ook voor de eerste keer geselecteerd voor de nationale ploeg.

### Club Brugge
Na zes seizoenen haalde Club Brugge hem naar West-Vlaanderen. Meeuws vormde bij blauw-zwart samen met Georges Leekens het centrale duo in de verdediging. In 1979 bereikte Club de finale van de beker, maar verloor daarin van Meeuws' ex-ploeg Beerschot. Een jaar later vertrok succestrainer Ernst Happel en nam de Nederlander Han Grijzenhout het roer over. Hij leidde Club Brugge naar de landstitel, voor Meeuws was het zijn eerste prijs. Een jaar later kwam blauw-zwart minder sterk voor de dag. Meeuws en zijn ploegmaats gingen in de beker met 6-2 onderuit tegen Waterschei en werden in de competitie slechts zesde. Voor de club het signaal om met de borstel door de kern te gaan. Onder meer Meeuws, Leekens, Fons Bastijns, René Vandereycken en Paul Courant zochten andere oorden op.

### Standard Luik
Meeuws werd in 1981 aangetrokken door bekerwinnaar Standard Luik. Hij maakte er deel uit van een gouden generatie bestaande uit Michel Preud'homme, Jos Daerden, Arie Haan, Eric Gerets, Simon Tahamata, Gerard Plessers en Guy Vandersmissen. Onder leiding van trainer Raymond Goethals zetten de Rouches in die periode alles op de titel. Desondanks deed Standard het ook goed in Europa. De club schakelde Dinamo Tbilisi en FC Porto uit en bereikte de finale van de Europacup II. Op de laatste speeldag van de competitie nam Standard het op tegen Waterschei. De Rouches hadden voldoende aan een punt om zeker te zijn van de titel. Toch overtuigde Goethals zijn spelers om hun wedstrijdpremies af te staan aan de tegenstanders van Waterschei. Standard won de wedstrijd met 3-1, werd kampioen en had zich kunnen sparen met het oog op de Europacupfinale tegen FC Barcelona.
In de Europacupfinale, die nota bene in Camp Nou plaatsvond, kwam Standard al snel op voorsprong. Net voor de rust maakte Barcelona gelijk en in de tweede helft kwamen de Catalanen zelfs op voorsprong. Scheidsrechter Walter Eschweiler floot een overtreding. Terwijl de spelers van Standard verhaal gingen halen bij de West-Duitser scoorde Quini de 2-1. Eschweiler keurde het doelpunt goed. In de slotminuten probeerde Francisco Carrasco tijd te winnen aan de hoekschopvlag. Meeuws trapte hem stevig onderuit en kreeg een rode kaart.

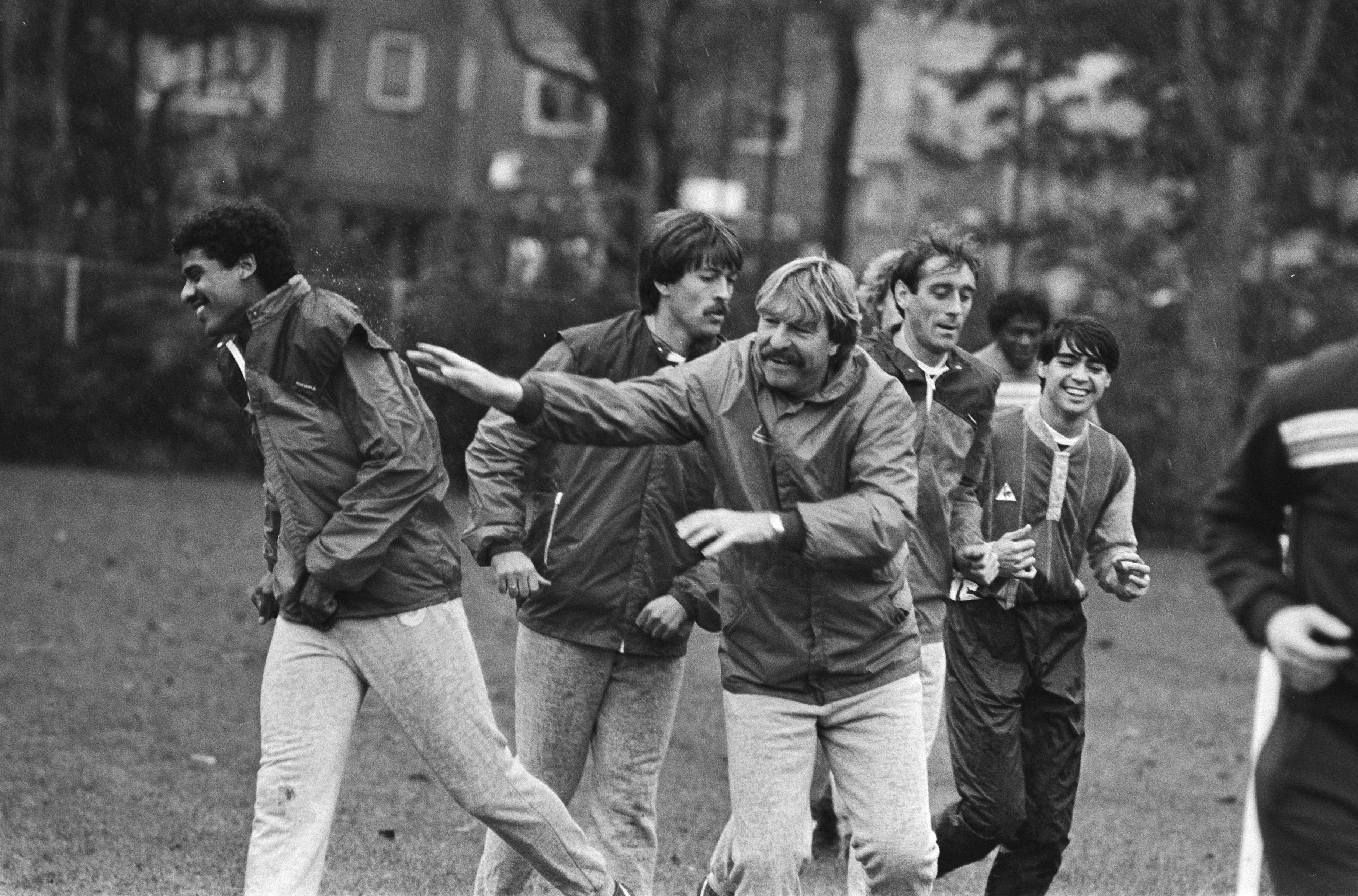
Walter Meeuws (derde van rechts) tijdens een training bij Ajax (oktober 1984). Van links naar rechts: Frank Rijkaard, Felix Gasselich, Aad de Mos, Walter Meeuws, Stanley Menzo en Sonny Silooy.

Een seizoen later zette Standard zijn succesverhaal verder. De Rouches werden opnieuw op de laatste speeldag kampioen. In het seizoen 1983/84 behoorde Standard met een zo goed als ongewijzigde spelerskern opnieuw tot de favorieten voor de titel. Maar tot een derde landstitel op rij kwam het niet. Onderzoeksrechter Guy Bellemans stootte in een onderzoek naar zwart geld op een verdachte transactie in de boekhouding van Standard. De premies die de spelers van Standard aan Waterschei hadden afgestaan, kwamen aan het licht. Meeuws en enkele ploegmaats werden tijdens een training van de Rode Duivels opgepakt voor verhoor. De spelers werden door Bellemans en de Koninklijke Belgische Voetbalbond (KBVB) op de rooster gelegd. In april 1984 werden zo goed als alle Standardspelers uit het seizoen 1981/82 voor lange tijd geschorst. De titel van Standard werd niet ingetrokken.

### Ajax
Door de lange schorsing trok Meeuws naar het buitenland. Hij tekende op 30 juli 1984 een contract bij het Ajax van trainer Aad de Mos en assistent Spitz Kohn, maar was pas speelgerechtigd vanaf 3 januari 1985. Bij Ajax voetbalde Meeuws samen met onder meer Frank Rijkaard, Gerald Vanenburg, Sonny Silooy, Marco van Basten, John Bosman, Rob de Wit en Ronald Koeman. De Amsterdammers werden dat seizoen 1984/85 kampioen, wonnen twee maal van Feyenoord (1-3 uit, 4-2 thuis) en versloegen het Luxemburgse Red Boys Differdange in de returnwedstrijd van de eerste ronde van het Europa Cup III-toernooi in Amsterdam met 14-0, de grootste zege van een Nederlandse club in een Europa Cup-toernooi (evenaring van het Europese record, 15 goals verschil, werd net gemist. In 1963/64 eindigde Sporting Lissabon (Portugal)-APOEL Nicosia (Cyprus) in 16-1).

### KV Mechelen
Na een jaar Nederland keerde Meeuws in september 1985 terug naar België. Hij vond onderdak bij KV Mechelen, waar ook zijn vorige trainer Aad de Mos uiteindelijk terechtkwam. In zijn eerste seizoen voor Malinwa speelde hij regelmatig en vormde hij centraal een duo met Graeme Rutjes. Na de komst van onder meer Lei Clijsters in 1986 belandde Meeuws op de bank. KV Mechelen won dat seizoen de beker, maar Meeuws kwam in de finale niet in actie.

## Statistieken
| Seizoen | Club            | Competitie    | Competitie | Competitie |
| Seizoen | Club            | Competitie    | Wed.       | Dlp.       |
| ------- | --------------- | ------------- | ---------- | ---------- |
| 1970/71 | Racing Mechelen | Tweede klasse | 30         | 14         |
| 1971/72 | Racing Mechelen | Tweede klasse | 24         | 8          |
| 1972/73 | Beerschot VAC   | Eerste klasse | 23         | 4          |
| 1973/74 | Beerschot VAC   | Eerste klasse | 24         | 5          |
| 1974/75 | Beerschot VAC   | Eerste klasse | 35         | 3          |
| 1975/76 | Beerschot VAC   | Eerste klasse | 30         | 5          |
| 1976/77 | Beerschot VAC   | Eerste klasse | 33         | 2          |
| 1977/78 | Beerschot VAC   | Eerste klasse | 33         | 6          |
| 1978/79 | Club Brugge     | Eerste klasse | 31         | 0          |
| 1979/80 | Club Brugge     | Eerste klasse | 30         | 7          |
| 1980/81 | Club Brugge     | Eerste klasse | 29         | 8          |
| 1981/82 | Standard Luik   | Eerste klasse | 31         | 4          |
| 1982/83 | Standard Luik   | Eerste klasse | 34         | 2          |
| 1983/84 | Standard Luik   | Eerste klasse | 23         | 0          |
| 1984/85 | AFC Ajax        | Eredivisie    | 13         | 0          |
| 1985/86 | KV Mechelen     | Eerste klasse | 23         | 2          |
| 1986/87 | KV Mechelen     | Eerste klasse | 7          | 0          |
| Totaal  | Totaal          | Totaal        | 453        | 70         |

## Nationale ploeg

De opstellingen van de EK-finale van 1980.

Toen Walter Meeuws door Rik Coppens omgevormd werd tot verdediger kwam hij plots wel in aanmerking voor de nationale ploeg. Op 26 januari 1977 selecteerde bondscoach Guy Thys hem voor het eerst voor de Rode Duivels. Het werd een debuut in mineur. Meeuws mocht in een vriendschappelijke wedstrijd tegen Italië aan de rust invallen voor Erwin Vandendaele, maar na een half uur scoorde hij een owngoal. Italië won de wedstrijd met 2-1.

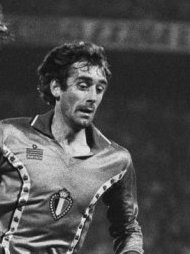
Walter Meeuws tijdens Nederland-België (oktober 1981)

In 1980 mocht Meeuws, die door Thys regelmatig als libero werd ingeschakeld, mee naar EK in Italië. De verdediger van Club Brugge speelde op het toernooi elke wedstrijd en bereikte met de Duivels de finale. Daarin won West-Duitsland met 2-1.
Twee jaar later volgde het WK in Spanje. De openingswedstrijd van het toernooi miste Meeuws door schorsing. Zo zag hij vanaf de zijlijn hoe België met 1-0 won van regerend wereldkampioen Argentinië. De overige wedstrijden van het WK speelde Meeuws wel.
Op 29 februari 1984 speelde Meeuws zijn laatste interland voor de Rode Duivels. Hij mocht toen in een vriendschappelijk duel tegen West-Duitsland de aanvoerdersband dragen bij afwezigheid van kapitein Eric Gerets. België verloor het duel met 0-1 na een strafschopdoelpunt van Rudi Völler.

## Trainer

### Lierse
In 1987 zette Walter Meeuws een punt achter zijn spelerscarrière en ging hij meteen aan de slag als voetbalcoach. Hij werd trainer van Lierse SK en kreeg er spelers als Herman Helleputte, Frank Dauwen en Gert Verheyen onder zijn hoede. In maart 1988 hield hij het al voor bekeken. Dimitri Davidović volgde hem op en maakte het seizoen af.

### Bondscoach van België
Meeuws werd in maart 1988 immers aangetrokken door de Belgische voetbalbond. De gewezen Rode Duivel werd met oog op de toekomst binnengehaald als de assistent van bondscoach Guy Thys. Meeuws werd in de schaduw van de 66-jarige Thys klaargestoomd om bondscoach te worden.
Het duo begon in september 1988 aan de kwalificatie voor het WK 1990 in Italië. Thys leidde de eerste wedstrijden als bondscoach, in augustus 1989 nam Meeuws het roer over. België versloeg in zijn eerste kwalificatiewedstrijd onder Meeuws Portugal overtuigend met 3-0. Maar in de tweede interland liep het al mis. België raakte niet voorbij Zwitserland en van het kleine Luxemburg werd niet gewonnen. Meeuws' relatie met de pers verwaterde en vooraanstaande journalisten als Rik De Saedeleer bekritiseerden zijn aanpak openlijk. In de spelersgroep kwam het tot een conflict met Enzo Scifo en bovendien verdween Thys nooit volledig uit beeld, hij bleef de wedstrijden van de nationale ploeg van nabij volgen en ondermijnde in zekere zin het gezag van de jonge Meeuws. Na een nederlaag tegen Griekenland (2-0) en een gelijkspel tegen Zweden (0-0) werd Meeuws aan de kant geschoven. Thys keerde terug en mocht met de Rode Duivels naar het WK.

### STVV
Meeuws werd enkele maanden na zijn ontslag bij de nationale ploeg trainer van Sint-Truidense VV. Een groot succes werd het niet, STVV werd voorlaatste. Meeuws kon niet voorkomen dat de Kanaries naar de tweede klasse zakten. Na de degradatie nam oud-speler Odilon Polleunis de leiding over.

### Antwerp FC
In de zomer van 1991 verhuisde Meeuws naar Antwerp FC. De club onder leiding van de dominante voorzitter Eddy Wauters groeide onder Meeuws uit tot een subtopper. Met spelers als Rudi Smidts, Nico Claesen, Alex Czerniatynski en Hans-Peter Lehnhoff veroverde hij in 1992 de beker na een spannende finale tegen KV Mechelen. De wedstrijd eindigde na verlengingen op 2-2 en pas na een lange strafschoppenreeks mocht Antwerp de beker in ontvangst nemen.
Door de bekerwinst mochten Meeuws en Antwerp deelnemen aan de Europacup II. De Antwerpenaren schakelden in de kwartfinale het Roemeense Steaua Boekarest uit. Een uitdoelpunt van Czerniatynski gaf de doorslag. Meeuws liet zich in de Europese campagne overigens opvallen door zijn bijgeloof. Zo liet hij uitzoeken welke hotels in het voetbal de gunstigste voorgeschiedenis hadden. In de halve finale verloor Antwerp met 1-0 van Spartak Moskou, maar in de terugwedstrijd was het team van Meeuws een maatje sterker. Antwerp won met 3-1 en mocht naar Wembley. Antwerp nam het in Londen op tegen Parma. De Italianen kwamen op voorsprong, maar Francis Severeyns maakte al snel gelijk. Nog voor de rust kwam Parma opnieuw voor. Na de pauze bleek Parma de betere ploeg, het diepte zijn voorsprong uit tot 3-1. Antwerp is tot op heden de laatste Belgische club die een Europese finale bereikte. Meeuws werd in 1993 uitgeroepen tot Trainer van het Jaar.
Ondanks het Europese succes van Antwerp kwam het tot een conflict met voorzitter Wauters. Onderhandelingen over een mogelijke contractverlenging vielen in het water toen Wauters te weten kwam dat zijn trainer ook met AA Gent had gesproken. Meeuws zag het anders:

Alle successen uit die tijd werden grotendeels naar mij toe geventileerd en naar de spelers. En hij (Eddy Wauters) vond dat die eerbetuigingen naar hem moesten gaan. (...) Dat is volgens mij de kern van de zaak.

### AA Gent
Na het ontslag van René Vandereycken in maart 1993 lag de weg naar AA Gent open. Meeuws werd in de zomer voorgesteld als nieuwe coach, maar het succes van zijn voorganger kon hij niet verderzetten. Gent flirtte een seizoen lang met de degradatie en eindigde uiteindelijk als 15e. Meeuws mocht na afloop van het seizoen opnieuw vertrekken.

### KV Mechelen
Meeuws trok vervolgens naar de club waar hij zijn spelerscarrière afsloot. KV Mechelen zat in die dagen in een sportief moeilijke periode. De gloriejaren onder trainer De Mos en voorzitter John Cordier waren voorbij en de Maneblussers dreigden diep weg te zakken. Meeuws kreeg de opdracht om met Malinwa terug aan te sluiten bij de top, maar raakte met een jonge ploeg bestaande uit spelers als Glen De Boeck, Jan-Pieter Martens en Stijn Vreven niet verder dan een 11e plaats. In augustus 1995 werd Meeuws aan de deur gezet en vervangen door zijn assistent Willy Reynders.

### Tielen
De gewezen international zat enkele maanden zonder club alvorens in 1996 aan de slag te gaan bij KFC Tielen. Hij werd binnengehaald als opvolger van Jacques Dreesen. Meeuws maakte het seizoen 1995/96 af bij Tielen, maar tekende al in april 1996 een contract bij Lommel SK. Bij Tielen werd hij opgevolgd door Paul Put.

### Lommel SK
Meeuws trad bij Lommel SK in de voetsporen van gewezen ploegmaat Jos Daerden. Bij Lommel kreeg Meeuws een talentvolle groep met spelers als Khalilou Fadiga, Marc Hendrikx, Ronny Van Geneugden en Harm van Veldhoven onder zijn hoede. Hij loodste het team naar een knappe 5e plaats en greep net naast een Europees ticket. Een seizoen later eindigde Lommel in de middenmoot.

### Terug naar Lierse
In 1998 tekende Meeuws bij Lierse SK, de club waar hij 10 jaar eerder vertrok. Lierse, dat in 1997 de titel had gewonnen, had er een moeilijk seizoen opzitten. Het verloor in de groepsfase van de Champions League bijna alle wedstrijden en werd in de competitie 7e. Onder Meeuws deden de Pallieters in de competitie niet beter, ze werden opnieuw 7e. Maar hij loodste het team wel naar de bekerfinale. In die finale versloeg Lierse overtuigend Standard. Reeds in de eerste helft scoorde Lierse twee keer. Na de rust maakte Standard de aansluitingstreffer, maar net voor affluiten zorgde uitblinker Jurgen Cavens voor de 3-1 eindscore.
Meeuws bleef bij Lierse en veroverde in de zomer van 1998 ook de Supercup. Het versloeg kampioen Racing Genk met 3-1 na twee goals van de 17-jarige Stein Huysegems. Europees raakte Lierse dat jaar niet verder dan de eerste ronde van de UEFA Cup.

### Gençlerbirliği
In maart 2001 onderhandelde Meeuws voor het eerst met het Turkse Gençlerbirliği SK. Na het seizoen 2000/01 ruilde hij Lierse in voor Gençlerbirliği, waar hij Thomas Zdebel en Patrick Nys terugvond. Filip Daems volgde in het zog van zijn trainer en maakte ook de overstap naar Gençlerbirliği. Als Turks bekerwinnaar mocht de club uit Ankara dat jaar deelnemen aan de UEFA Cup, maar reeds in de eerste ronde werden de Turken uitgeschakeld door Halmstads BK. Op 10 november 2001 werd Meeuws ontslagen.

### Raja Casablanca
In januari 2002 verhuisde hij naar de Marokkaanse topclub Raja Casablanca. In november plaatste hij zich met Raja voor de finale van de Afrikaanse Champions League. In de halve finale verloor Raja de heenwedstrijd met 2-0 van het Ivoriaanse ASEC Mimosas, maar het team van Meeuws zette het in de terugwedstrijd recht met een klinkende 4-0 zege. In de finale verloor Raja met het kleinste verschil van Zamalek. De nederlaag kwam in Marokko hard aan. Op 18 januari 2003 werd Meeuws aan de deur gezet.

### Al-Ittihad en Al-Jazira
Meeuws ging in november 2003 aan de slag bij Al-Ittihad Djedda, maar een maand later was hij er alweer weg. In mei 2005 werd hij voor een jaar technisch directeur bij Al-Jazira Club.

### KSK Beveren
Na een afwezigheid van 5 jaar keerde de gewezen trainer van het jaar terug naar België. KSK Beveren trok Meeuws aan in juni 2006, nadat onderhandelingen met Jos Daerden waren afgesprongen. Meeuws en assistent Edy De Bolle kregen de opdracht om de Waaslanders in de eerste klasse te houden. Maar Beveren presteerde slecht en raakte niet uit de degradatiezone. Op 25 maart 2007 zette het bestuur de samenwerking met Meeuws stop. Beveren sloot het seizoen uiteindelijk af als laatste en degradeerde.

### FAR Rabat
Na het mislukte seizoen bij Beveren vond Meeuws in Marokko een nieuwe club. Hij sloot zich aan bij FAR Rabat in de zomer van 2008. Een jaar later won hij met de club de beker van Marokko. In maart 2010 werd hij vervangen door Aziz El Amri.

### Wadi Degla
Begin juni 2010 belandde hij via Maged Samy, de Egyptische voorzitter van Lierse, bij Wadi Degla FC, een zusterclub van Lierse. In oktober 2011 raakte de spelersbus van Wadi Degla betrokken bij een zwaar verkeersongeluk. De materiaalman van de club stierf, Meeuws zelf verkeerde even in levensgevaar. In het seizoen 2011/12 werd de Egyptische competitie stilgelegd na dodelijke voetbalrellen in Port Saïd. Doordat het voetbal in Egypte een onzekere toekomst tegemoet ging, zette Meeuws er in juni 2012 een punt achter bij Wadi Degla.

### Lommel United
Op 28 oktober 2016 werd Meeuws aangesteld als trainer van Lommel United. Het werd echter een verblijf van korte duur. Nog geen maand later, op 23 november 2016, besliste Lommel United de samenwerking met Meeuws stop te zetten.

## Palmares

### Als speler
| Nationaal           |    |                  |
| Belgisch kampioen   | 3x | 1980, 1982, 1983 |
| Beker van België    | 1x | 1987             |
| Supercup            | 3x | 1980, 1981, 1983 |
| Nederlands kampioen | 1x | 1985             |

| Competitie                     | Winnaar | Winnaar | Runner-up | Runner-up | Derde  | Derde  |
| Competitie                     | Aantal  | Jaren   | Aantal    | Jaren     | Aantal | Jaren  |
| België                         | België  | België  | België    | België    | België | België |
| ------------------------------ | ------- | ------- | --------- | --------- | ------ | ------ |
| Europees kampioenschap voetbal |         |         | 1x        | 1980      |        |        |

### Als trainer
| Nationaal            |    |            |
| Beker van België     | 2x | 1992, 1999 |
| Supercup             | 1x | 1999       |
| Beker van Marokko    | 1x | 2009       |
| Individueel          |    |            |
| Trainer van het Jaar | 1x | 1993       |